# Fritz Krause
Fritz Krause, född 23 april 1881 i Moritzburg, Sachsen, död 1 juni 1963 i Leipzig, var en tysk etnolog som särskilt ägnade sig åt ursprungskulturer i Amerika. Han var från 1927 till 1944 chef för Etnografiska museet i Leipzig (Museum für Völkerkunde zu Leipzig).

## Biografi
Fritz Krause var son till Karl Krause, som senare blev föreståndare för blindinstitutet i Leipzig. Han tog studentexamen 1901 vid Nikolai-gymnasiet i Leipzig och började därefter studera matematik, astronomi och fysik vid Leipzigs universitet. Efter sex terminer bytte han till geografi, etnologi och geologi. Hans akademiska lärare inkluderade Karl Weule, Joseph Partsch och Friedrich Ratzel. Redan under sin studietid fick han 1905 en assistenttjänst vid Etnografiska museet. År 1907 disputerade han med en historisk-etnografisk studie om "Puebloindianerna".

### Expedition till Brasilien
Åren 1908 och 1909 deltog Krause i en vetenskaplig expedition till Araguaia-regionen i centrala Brasilien. Under juni-oktober reste han längs Araguaiafloden (Rio Araguaia) och besökte karajá i deras byar och samlade in föremål, fotograferade och gjorde ljudinspelningar för Etnografiska museet, Leipzig. Han reste med lokala vägvisare och hade inte med någon annan europé. Dock befann sig andra européer samtidigt i området, t.ex. Wilhelm Kissenberth. Några av de föremål Krause samlade in hamnade 1922 på  Göteborgs etnografiska museum (senare Världskulturmuseet) i Göteborg.

### Museichef i Leipzig
År 1912 utsågs han till chef för den amerikanska avdelningen vid Etnografiska museet i Leipzig. Samtidigt fortsatte han sin akademiska karriär och habiliterade sig 1920 med en skrift om "Kulturen hos de kaliforniska indianerna och dess betydelse för etnologin och nordamerikansk etnografi". Han erhöll därmed rätt att undervisa i etnologi vid Leipzigs universitet och blev samma år privatdocent vid den filologisk-historiska avdelningen inom den filosofiska fakulteten. År 1925 tilldelades han en extra ordinarie professur, som han innehade fram till sin pensionering 1945. Mellan 1924 och 1927 var han även ideellt chef för Leipzigs museum för landskapslära.
Efter att den mångårige direktören Karl Weule avlidit, övertog Krause 1927 det övergripande ansvaret för Etnografiska museet. Den 15 december 1937 ansökte han om medlemskap i Nationalsocialistiska tyska arbetarepartiet (NSDAP) och blev retroaktivt antagen från 1 maj samma år (medlemsnummer 5.805.363). Vid bombanfallet på Leipzig den 4 december 1943 skadades Grassimuseet svårt och en del av samlingarna förstördes. På grund av anklagelser om bristande skyddsåtgärder för museets föremål fråntogs Krause ledningen av museet den 30 mars 1944.
Fritz Krause var sedan 1912 gift med Clara Frida, född Sperling, och far till tre barn. Han avled 1963, 82 år gammal, i Leipzig.

## Verksamhet
Krause grundade 1929 det som blev Tyska etnologiska sällskapet (Deutsche Gesellschaft für Sozial- und Kulturanthropologie) och utvecklade under 1920-talet en självständig metod inom etnologin, kallad "etnologisk strukturteori". I denna teori betonade han de strukturella psykiska särdragen hos olika folk samt den dynamiska växelverkan mellan dem. Enligt Krause kan folkgrupper, genom både yttre och inre faktorer, nå en högre kulturell utvecklingsnivå, men också återgå till en lägre nivå. Hans strävan var att etablera en kulturvetenskaplig inriktning inom etnologin som kunde övervinna ensidiga teorier såsom darwinism eller diffusionism.